# واندا ليوبولد
واندا ليوبولد (بالبولندية: Wanda Leopold)‏ هي عالمة بولندية، ولدت في 13 أكتوبر 1920 في وارسو في بولندا، وتوفيت في 8 أكتوبر 1977 في غدانسك في بولندا.